# Alopua Petoa
Alopua Petoa, né le 24 janvier 1990 à Yaren à Nauru, est un footballeur international tuvaluan qui évolue au poste d'attaquant au Waitakere City FC.

## Biographie
Alopua Petoa est né à Nauru.

## Carrière

### En club
Alopua Petoa commence le football au FC Tofaga, un club de football des Tuvalu. En octobre 2012, il quitte ce club en compagnie d'autres joueurs tuvaluans (tel Vaisua Liva) pour le VV Brabantia, club néerlandais. En 2013, il rejoint le Waitakere City FC, club néo-zélandais.

### En équipe nationale

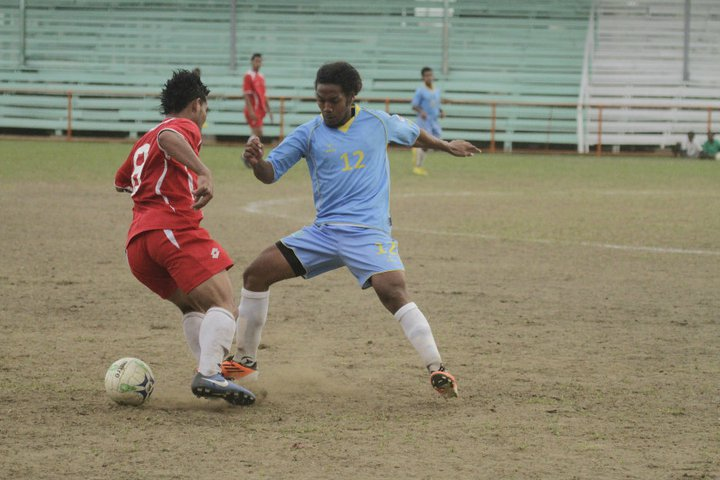
Alopua Petoa avec l'équipe des Tuvalu en 2011

Petoa joue depuis 2011 dans l'équipe nationale des Tuvalu dont il est le meilleur buteur (6 buts en 5 matches). Il joue son premier match en équipe nationale le 22 août 2011, rencontre amicale contre les Samoa gagnée trois buts à zéro par les Tuvalu. C'est lui qui a marqué les trois buts. Il a aussi joué pour les Tuvalu aux Jeux du Pacifique de 2011, notamment contre les Samoa américaines (victoire 4-0 des Tuvalu), où il réalisa un coup du chapeau,. Dans le cadre de ces jeux, il affronta également le Vanuatu, la Nouvelle-Calédonie et Guam.